# Alesandrion

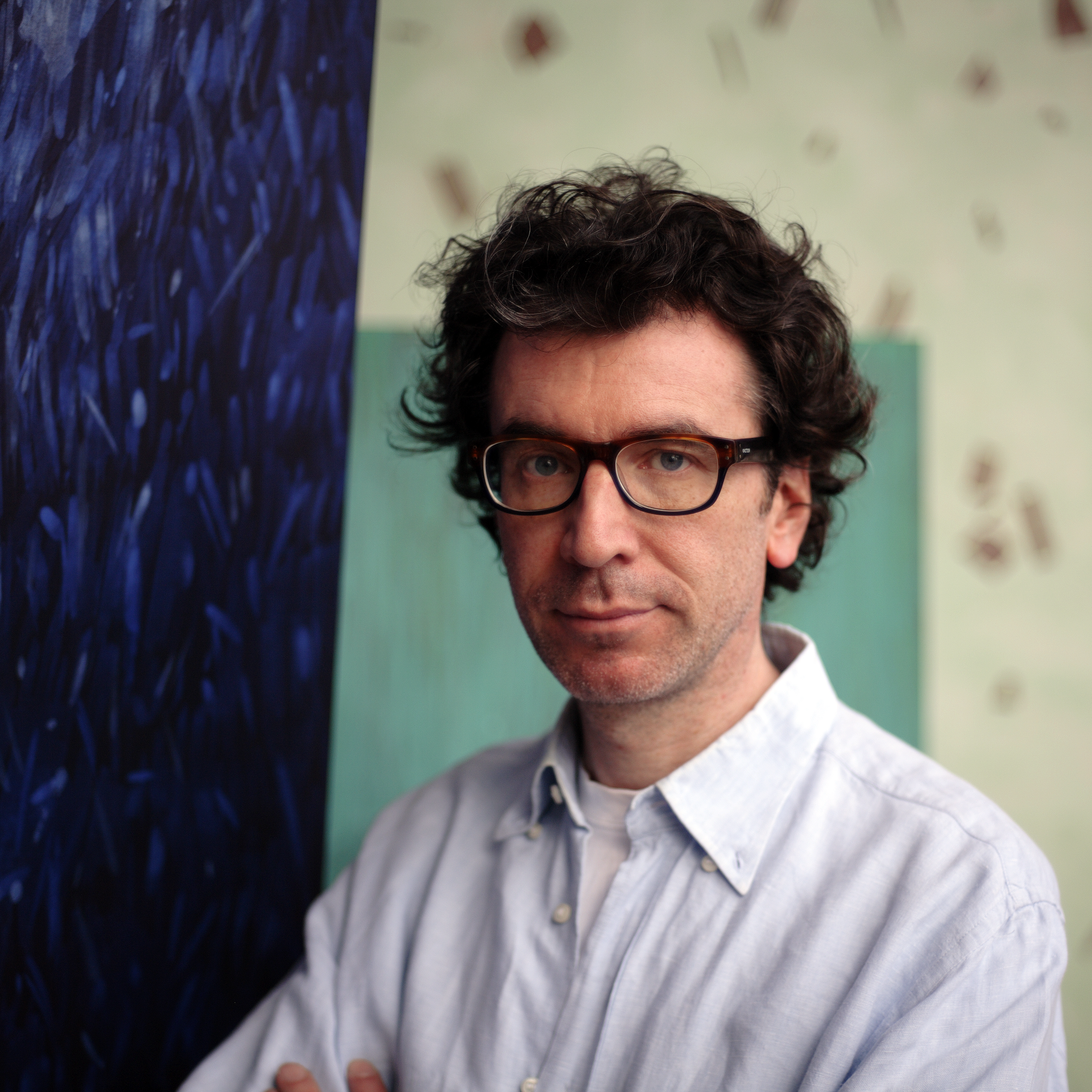
Alesandrion in seinem Atelier 2011

Alesandrion (* 20. Mai 1961 in Österreich; bürgerlich: Alexander Mirko Wallner) ist ein österreichischer Maler, Raumgestalter, Grafiker und Autor.

## Leben
Alesandrion ist als ältestes Kind von Harald und Ruth Wallner in Wien geboren, mütterlicherseits waren seine Vorfahren jüdischer Herkunft. Die jüdische Großmutter, in Melk an der Donau aufgewachsen, wechselt jedoch anlässlich ihrer Heirat mit einem Katholiken zum römisch/katholischen Glauben, ein Umstand, der ihr und der Tochter Ruth als einzige ihrer Familie das Überleben des Holocaust ermöglicht. Sie stirbt 2011 kurz nach ihrem 100sten Geburtstag. Die Verbindung dieser jüdischen Wurzeln mit den Mythen der griechischen Antike und christlicher Mystik prägen Alesandrions künstlerisches Werk nachhaltig.
Von 1980 bis 1985 studiert er an der Akademie der bildenden Künste in Wien, Restaurierung und Konservierung. Sein Hauptinteresse gilt dabei der Wandmalerei in originaler Fresko -technik.
Nach Abschluss des Studiums mit dem akademischen Titel „Magister artium“ beginnt er sofort mit seinen eigenen künstlerischen Projekten und wird für 5 Jahre von Josef Mikl als Lehrbeauftragter an dessen Meisterschule für Naturstudium (Abendakt) an der Akademie der bildenden Künste berufen.
Seit 2000 unterrichtet Alesandrion an der Universität für angewandte Kunst die Fächer „Historische Maltechniken“ und „Kunst am Bau“ für die Institute Malerei und Restaurierung.

## Werk

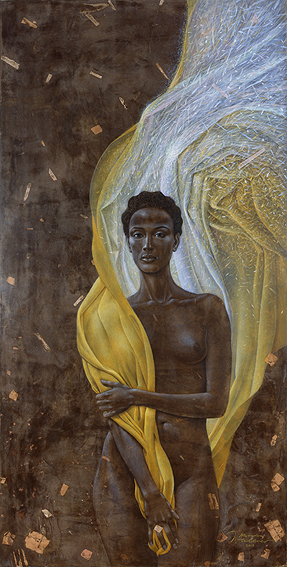
Porträt von Waris Dirie „Mission“, 2003, Mischtechnik auf Holz, 200 × 100 cm

### Malerei
Seine frühen Arbeiten, überwiegend reine Fresken, die er bis in die 1990er Jahre ausschließlich für wohlhabende private Mäzene fertigt, sind deutlich von der italienischen Malerei Renaissance und des Frühbarock beeinflusst.
Mit der Ausstellung „Tafelbilder“ im Stift Klosterneuburg im Jahr 1996 wendet er sich verstärkt der Anfertigung von Tafelbildern zu, für die er seine typische Gestaltung auf eigens modifizierter Grundlage der barocken Stuckmarmortechnik entwickelt, die er mit Malerei in Kaseintempera und Akryl mischt. In der Folge entstehen auch Ölbilder auf Leinwand, Gouache- und Aquarellarbeiten.
Die meisten Werke Alesandrions gründen auf mythologische, mystische oder astrologische Motive und Symbolik. Inhalt seiner Bilder, die er oft aus visionären Erfahrungen schöpft, ist es die enge Verbindung und Durchdringung der menschlichen Existenz, der irdischen Materie, mit metaphysischen (Metaphysik) Welten sichtbar und begreifbar zu machen.
Seit 2000 unterrichtet Alesandrion an der Universität für angewandte Kunst die Fächer „Historische Maltechniken“ und „Kunst am Bau“ für die Institute Malerei und Restaurierung.
Im Jahr 2003 lernt Alesandrion in Wien die Frauenrechtlerin Waris Dirie kennen. Diese Begegnung inspiriert ihn zu einem 12-teiligen Bilderzyklus (2003–2007), der sowohl Porträts von ihr, als auch verschiedene Szenen aus ihrem ersten Buch „Wüstenblume“ beinhaltet.
2011 wird das Bild „Schwarze Schutzgöttin“ aus dem Waris Dirie Bilderzyklus in die Sammlung des Phantastenmuseum aufgenommen und ein weiteres Bild „Schwarze Jungfrau“ angekauft.

### Heil-Raumgestaltung

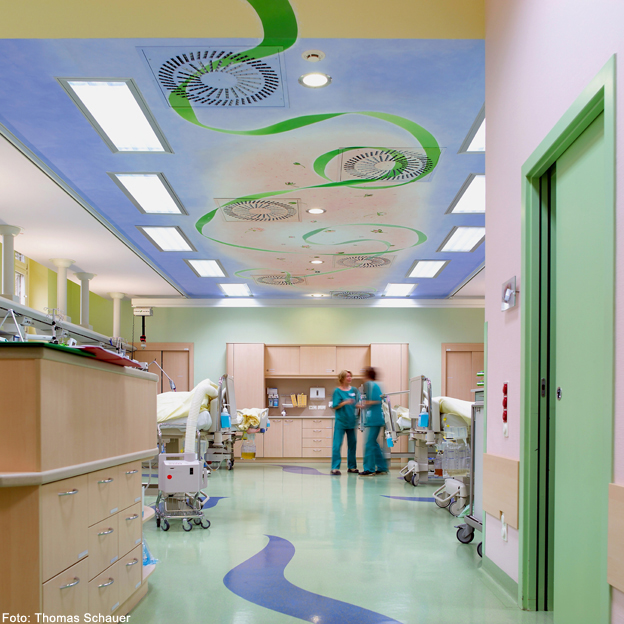
Deckenmalerei von Alesandrion an der Herzintensivstation im KH Hietzing

Parallel beschäftigt sich Alesandrion intensiv mit den Einflüssen der Farben, Motiven, Formen und Symbolen in der Kunst auf Körper, Geist und Seele des Menschen. Er entwickelt dazu einen eigenen Lehrgang „Farbe – Form – Symbol“ und eine rege Vortragstätigkeit, u. a. eine Vorlesung am Institut für Farbenchemie und -physik an der Wiener Kunstakademie.
Die praktische Umsetzung dieser Tätigkeit findet sich seit dem Jahr 2000 in vielen Aufträgen für öffentliche und private Krankenhäuser. Hinter diesen Malereien und Gestaltungen steht die Absicht, das Wohlbefinden der Patienten, der Spitalsbelegschaft und Besucher zu heben und Heilungen zu unterstützen.

## Zitate über Alesandrion
„Der Mann lebt in zwei Welten, in zumindest zwei…er nennt sich Alesandrion. Das klingt sehr antik, archaisch, mythologisch. Ist es aber nicht. Es löst bloß im Leser, Hörer etwas aus, was in jedem in den Archetypen des kollektiven Unbewussten eingelagert ist.“

## Bücher
- Alexander Wallner: Fresco. Katalog zur Ausstellung „Tafelbilder“ im Stift Klosterneuburg, 1995
- Alesandrion, Beitrag in: Claudia Schumm: Architektur und Heilung. 1. Auflage. Springer Verlag Wien 2004, ISBN 3-211-21466-6.
- Beate Schaffer, Alexander Wallner: HeilKunst – Heilende Bilder und Räume. Wien, 2008.
- Alexander Wallner: Waris Dirie – 12 Bilder des Künstlers Alesandrion. Wien, 2007.